# Setge de Castel di Castro
El Setge de Castel di Castro fou un dels episodis de la conquesta aragonesa de Sardenya per Jaume el Just.

## Antecedents
Hug II d'Arborea, que reclamava un terç del Jutjat de Càller, que els pisans no estaven disposats a cedir, i va passar a l'acció, vencent als pisans en la batalla de San Gavino, que es van replegar a Esglésies i Castel di Castro, i va demanar ajut a la Corona d'Aragó per consolidar la posició. Les flotes de València i Catalunya es concentren a Port Fangós.

## El setge
Guerau de Rocabertí i Desfar i el seu nebot Dalmau VII de Rocabertí s'avançaren al gros dels expedicionaris amb 200 cavallers i 2000 infants per ajudar Hug II d'Arborea, prenent Quart i assetjant el Castel di Castro, envoltat per aiguamolls salobres, i per aquesta raó van acampar en un turó, que van fortificar, en el mateix lloc es va construir la ciutat anomenada Bonaire.
L'1 de juny de 1323, les tres flotes, comandades per l'infant Alfons amb un total de 60 galeres, 14 naus i altres naus petites salpen cap Sardenya, i cinc dies després es concentren a Maó per evitar el mal temps, i on s'hi uneix l'expedició de la Corona de Mallorca capitanejades per Huguet de Totzó. El 12 de juny arriben a Sardenya, i el 14, atraquen en el Golf de Palma di Sulci, al sud de l'illa, on un grup de nobles i senyors sards li presten jurament de fidelitat a l'infant Alfons.
Assetjat el castell de Càller per Dalmau VII de Rocabertí, la flota de Francesc Carròs i de Cruïlles, amb tropes de Ramon de Peralta i Bernat I de Cabrera va costejar l'illa, prenent algunes posicions, mentre el gruix de les forces aragoneses es van dirigir a Esglésies, que estava sent assetjada per Hug II d'Arborea. El setge d'Esglésies va començar l'1 de juliol de 1323. Després de dos fracassats assalts el 6 i el 20 de juliol, la calor, la humitat, i la malària aviat van delmar ambdues parts, de manera que les víctimes van ser prop de 12.000, i finalment la ciutat es rendí el 7 de febrer de 1324. La guarnició es rendí amb honors i marxà a la defensa de Càller.
Retornat Huguet de Totzó a casa per malaltia, fou enviat en el seu lloc, amb reforços i queviures, Guillem Alomar, que fou interceptat pels pisans i van capturar diversos vaixells i cremar-ne d'altres, i van haver de rebre el socors de Ramón de Sentmenat des de Goceano.
Una flota pisana comandada per Manfredi della Gherardesca amb 32 naus, que pretenia aixecar el setge de Càller, tot i trobar l'estol enemic, no s'hi va enfrontar perquè la flota comandada per l'almirall Francesc Carròs i de Cruïlles era més nombrosa i els aragonesos ja eren en terra. El 29 de febrer l'infant Alfons per terra i l'almirall Francesc Carròs i de Cruïlles per mar, derroten als pisans a la batalla de Lucocisterna, tot i que Manfredi della Gherardesca i 500 homes aconseguiren arribar al castell, mentre la resta dels pisans es dispersava, i la flota era capturada pels assetjants. Un cop guarit de les seves ferides, della Gherardesca va prendre el comandament de la defensa.
El 19 de juny, es signa la capitulació, segons la qual Pisa cedeix a Jaume el Just tots els drets sobre Sardenya tret del Castel di Castro i les viles immediates de Villanova i Stampace.

## Conseqüències
Finalment, després de la derrota de pisans i genovesos a la batalla naval de Càller, van haver de cedir la darrera ciutat que conservaven en 1326.